# Fanipal
Fanipal (en biélorusse : Фаніпаль) ou Fanipol (en russe : Фаниполь ; en polonais : Fanipal) est une ville de la voblast de Minsk, en Biélorussie. Sa population s'élevait à 18 252 habitants en 2024.

## Géographie
Fanipal est située à 23 km au sud-ouest du centre de Minsk.

## Histoire
La première mention de Fanipal remonte à 1856. Elle est alors décrite dans des documents des archives historiques centrales d'État de Biélorusse comme l'ancienne possession des propriétaires fonciers Enelpheldt et Bogdachevski. En 1870, une gare ferroviaire y est ouverte. En 1871, la gare est nommée « Tokarevskaïa », en l'honneur du gouverneur de Minsk, A. Tokarev, qui était aussi le fondateur de la ligne Brest – Moscou. Le 9 août 1876, la gare est rebaptisée « Fanipol ». La mise en service d'une première usine, en 1965, qui fabrique des éléments en béton armé, est le point de départ du développement de la ville. Le 22 juin 1999, Fanipal accède au statut de ville. En 2006, la population de Fanipal célèbre le 150e anniversaire de la ville.

## Population
Recensements (*) ou estimations de la population :
| 1989* | 1999*  | 2009*  | 2013   |
| ----- | ------ | ------ | ------ |
| 8 729 | 11 300 | 12 718 | 13 260 |

| 2014   | 2015   | 2016   | 2017   |
| ------ | ------ | ------ | ------ |
| 13 826 | 14 223 | 15 198 | 15 922 |

## Économie
Fanipal a connu un développement de son industrie à partir des années 1960. Les principaux établissements sont :
- L'usine d'éléments de pont en béton armé de Fanipal, ouverte en 1965.
- Le combinat agroalimentaire Dzerjinski, premier producteur biélorusse de volaille, œufs et produits connexes.
- Unomedical : filiale de l'entreprise danoise Unomedical A/S, elle fabrique des dispositifs médicaux à usage unique.

## Transports
Fanipal est desservie par la ligne de chemin de fer Brest – Moscou et par la route M-1 (E-30), qui relie Brest à Moscou en passant à Minsk.